# Plinthus rehmannii
Plinthus rehmannii är en isörtsväxtart som beskrevs av Schellenberg. Plinthus rehmannii ingår i släktet Plinthus och familjen isörtsväxter. Inga underarter finns listade i Catalogue of Life.